# Supersonic (canción de Jamiroquai)
Supersonic es el tercer sencillo del cuarto álbum de estudio - Synkronyzed - del grupo británico Jamiroquai de Acid jazz. La canción fue escrita por Jason Kay. La palabra supersonic (supersónico) es repetida un total de 127 veces a lo largo de toda la canción. La canción alcanzó el número #3 en UK Singles Chart. 
El sencillo incluye varios remixes de la canción. Supersonic fue una de las cinco canciones remixadas en el 2006 para el grupo Classic Club. 

## Listado de temas
UK CD1 (667839 2)
1. "Supersonic" (Radio Edit) – 3:40
2. "Supersonic" (Pete Heller - The Love Mix) – 9:35
3. "Supersonic" (Harvey's Fuel Altered Mix) – 6:35

UK CD2 (667839 5)
1. "Supersonic" – 5:14
2. "Supersonic" (Restless Soul Main Vocal) – 7:35
3. "Supersonic" (Sharp Razor Remix) – 7:04

## Vídeo
El vídeo comienza con el mensaje Ru ready for a supersonic synkronized audio and visual experience? en la pantalla, con un parpadeo de color rojo. La cámara hace un zum hacia una bola y Jay Kay aparece. La bola se mueve alrededor de él mientras que baila en forma de robot. La bola va parpadeano junto al ritmo de la canción. Aparece una amarilla junto a una verde, naranja y púrpura. Más bolas se ven detrás de las cinco primeras. La cámara cambia su ángulo y se acerca hacia una bola roja y se ve a Jay Kay dentro de ella.
La  segunda parte del video muestra un escenario en forma de túnel con luces LED en las paredes. Jay Kay y otros miembros de la banda se muestran en el escenario, basado el vídeo Virtual Insanity. La cámara sigue haciendo efectos y aparece público. Las luces LED forman la animación de un hombre, posible homenaje a James Bond. Finalmente, el escenario explota y Jay Kay cae en el suelo, al hombre de la animación por LED se le ve abandonando el escenario. Entonces dice «You've Been Erase» y dispara un misil a su antagonista, creando una gran explosión.